# Rhaphicera satricus
Rhaphicera satricus är en fjärilsart som beskrevs av Doubleday 1849. Rhaphicera satricus ingår i släktet Rhaphicera och familjen praktfjärilar. Inga underarter finns listade.

## Bildgalleri

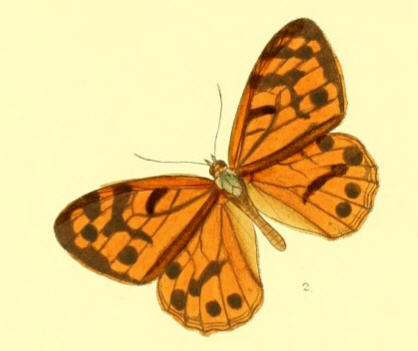
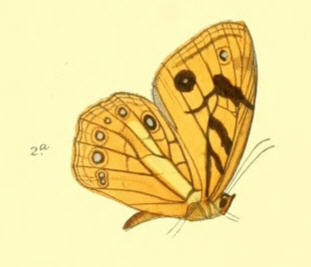
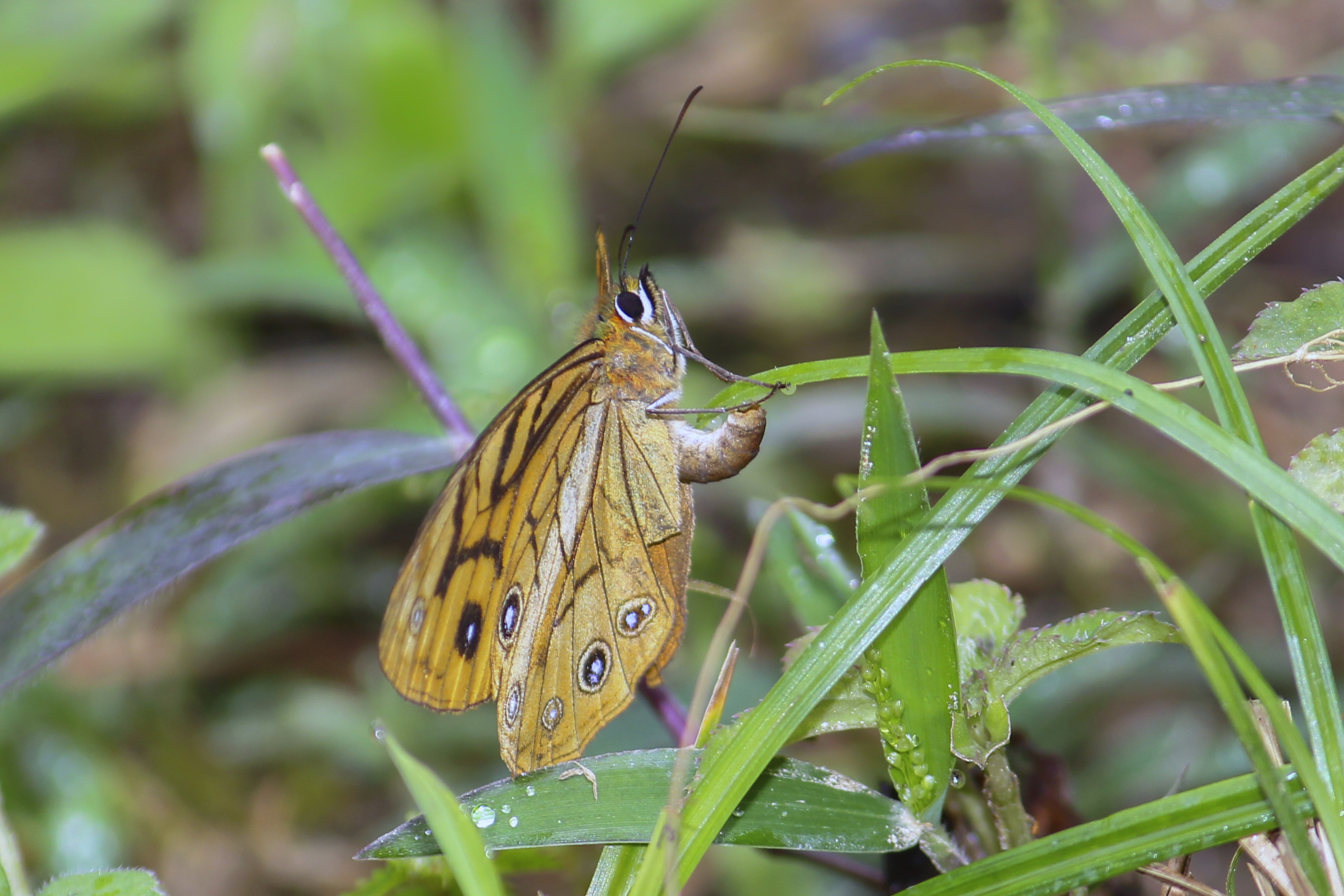